# Giovanni Battista Bassani
Giovanni Battista Bassani (Padua, Italia, aprox. 1650 – 1 de octubre de 1716) fue un violinista y compositor italiano. Estudió con Giovanni Legrenzi en Venecia y fue durante casi treinta años organista de la catedral de Ferrara. La parte más notable de su producción está compuesta por las composiciones vocales sacras. Se cree que estudió en Venecia, bajo Daniele Castrovillari y en Ferrara con Legrenzi. Charles Burney y John Hawkins afirmaron que instruyó a Arcangelo Corelli, pero no hay evidencia determinante de esta afirmación. 
En 1712 se trasladó a Bérgamo, donde enseñó música.
Fue organista en la Accademia della Morte en Ferrara de 1667, pero había dejado probablemente por 1675. Publicó su música por primera vez en 1677, la página del título lo llama el maestro de música en Morte Confraternita en Finale Emilia, cerca de Módena. Fue maestro de capilla en la corte del Duque Alejandro II, y fue nominado príncipe de la Filarmónica Accademica en Bolonia.

## Obras
Se convirtió en maestro de capilla en la Accademia della Morte en Ferrara en 1683, y luego maestro de capilla en la catedral de Ferrara en 1686. Compuso al menos nueve óperas, todas ellas perdidas a excepción de arias Gli amori  alla moda, Ferrara, 1688), y algunos oratorios, quince madrigales, cantatas y obras instrumentales.

## Música vocal
Bassani contribuido al repertorio sagrado y lo secular a través de oratorios y las óperas que se han perdido. Sus canciones seculares incluyen el lamento cómica Il musico svogliato ("El Músico renuente").